# Yajuro Yamasaki
Yajuro Yamasaki (jap. 山崎弥十朗 Yamasaki Yajuro; ur. 7 maja 1997) – japoński zapaśnik walczący w stylu wolnym. Srebrny medalista akademickich MŚ w 2018. Szósty w Pucharze Świata w 2022. Mistrz igrzysk młodzieży w 2014. Trzeci na MŚ kadetów w 2014 roku.